# Charles Russell Metcalfe
Charles Russell Metcalfe (1904 - 1991) fue un botánico, y explorador inglés, que realizó recolecciones botánicas en el oeste de Camerún.

## Algunas publicaciones

### Libros
- philip barry Tomlinson, charles russell Metcalfe. 1982. Anatomy of the monocotyledons, vol. 7. Ed. ilustr. de Clarendon Press, 544 pp. ISBN 0198545029, ISBN 9780198545026

- charles russell Metcalfe, Laurence Chalk. 1979. Anatomy of the dicotyledons, vol. 1

Oxford science public. 2ª ed. de Clarendon Press, 276 pp. ISBN 0198543832, ISBN 9780198543831
- -----------------------------, norman keith bonner Robson, David frederick Cutler, m. Gregory. 1970. New research in plant anatomy. Botanical J. of the Linnean Soc. Ed. Linnean Soc. of London × Academic Press. 250 pp. ISBN 0-12-590650-1

## Honores
- 1971: medalla linneana

### Eponimia
Género
- (Poaceae) Metcalfia Conert[4]

Especies (16 + 8 + 1 registros)
- (Euphorbiaceae) Mallotus metcalfianus Croizat[5]

- (Piperaceae) Peperomia metcalfii Trel. & Yunck.[6]

- (Rubiaceae) Pertusadina metcalfii (Merr. ex H.L.Li) Y.F.Deng & C.M.Hu[7]

- (Theaceae) Eurya metcalfiana Kobuski & Hung T.Chang[8]
- La abreviatura «C.R.Metcalfe» se emplea para indicar a Charles Russell Metcalfe como autoridad en la descripción y clasificación científica de los vegetales.[9]